# Lluís Alanyà
Lluís Alanyà (València, segle xv - València, segle xvi), va ser un notari i jurista.
De les poques dades conegudes del personatge ho son el lloc de naixement i mort, València.

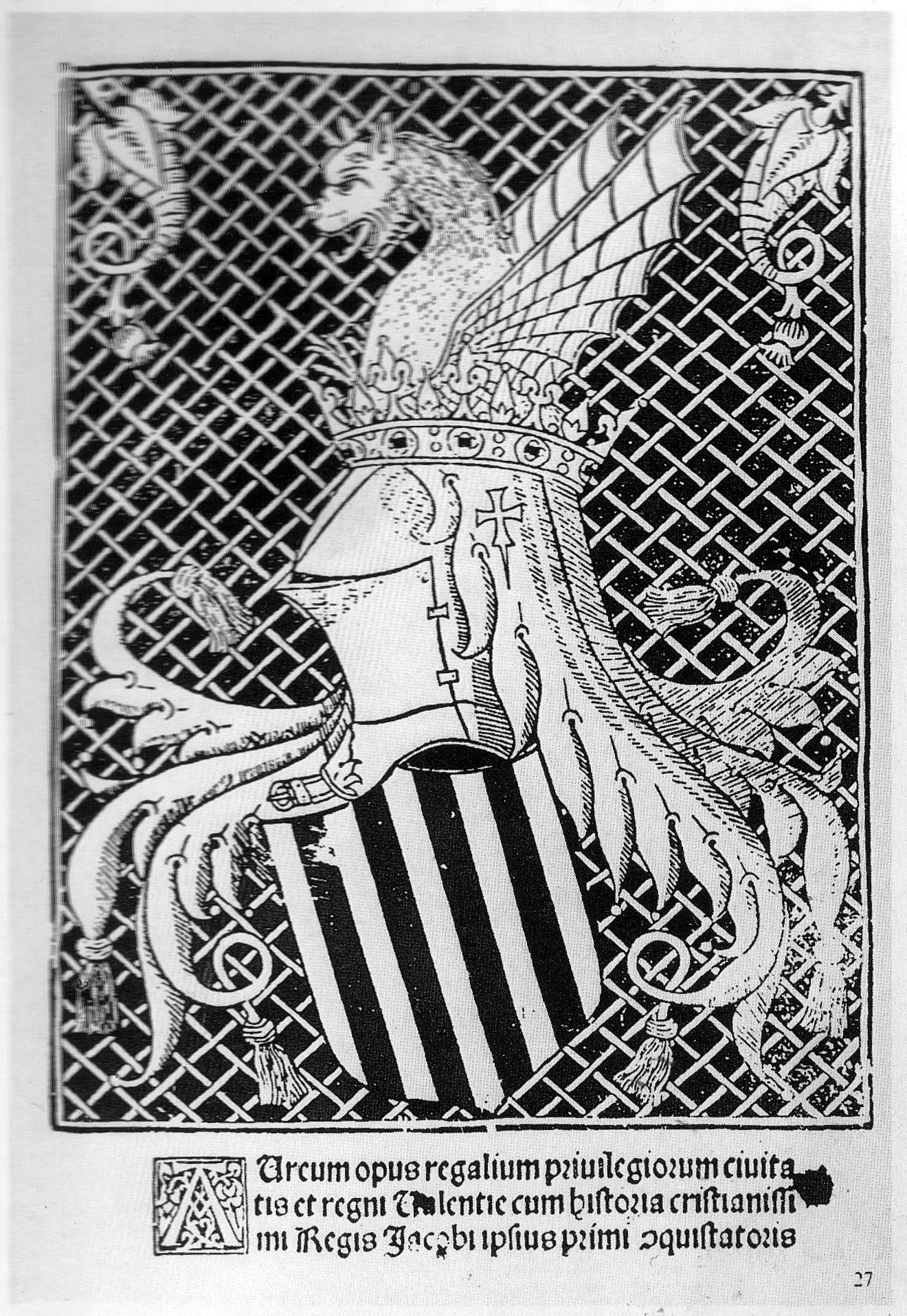
Portada de l'«Aureum opus regalium privilegiorum civitatis et regni Valentiae, cum historia cristianissimi regis Iacobi ipsius primi conquistatori»

La segona edició dels Furs en col·lecció general, va estar feta sobre una començada per Lluís Alanyà i prosseguida pel notari Francesc Joan Pastor. Fou impresa a València pel flamenc Joan de Mey en 1547-1548. Dividida en dos volums i amb lletra romana. L'any 1990 l'Institut Valencià d'Administració Pública de la Generalitat va fer-ne una reproducció fotocopiada.
De col·lecció general dels privilegis només hi ha una, feta per Lluís Alanyà, impresa en lletra gòtica a València, l'any 1515, amb reedició facsímil, també a València, l'any 1972. El seu títol és «Aureum opus regalium privilegiorum civitatis et regni Valentiae, cum historia cristianissimi regis Iacobi ipsius primi conquistatori», i es tracta d'una recopilació de privilegis reials del regne i de la ciutat de València, i és considerada una obra clau del Dret Foral Valencià.